# Östra Håtjärn
Östra Håtjärn är en sjö i Malung-Sälens kommun i Dalarna och ingår i Dalälvens huvudavrinningsområde. Sjön har en area på 0,0412 kvadratkilometer och ligger 465,1 meter över havet. Sjön avvattnas av vattendraget Ogströmmen (Ogan).

## Delavrinningsområde
Östra Håtjärn ingår i det delavrinningsområde (676390-137545) som SMHI kallar för Utloppet av Östra Håtjärn. Medelhöjden är 469 meter över havet och ytan är 0,21 kvadratkilometer. Räknas de 7 avrinningsområdena uppströms in blir den ackumulerade arean 94,23 kvadratkilometer. Ogströmmen (Ogan) som avvattnar avrinningsområdet har biflödesordning 4, vilket innebär att vattnet flödar genom totalt 4 vattendrag innan det når havet efter 434 kilometer. Avrinningsområdet består mestadels av skog (66 procent). Avrinningsområdet har 0,05 kvadratkilometer vattenytor vilket ger det en sjöprocent på 22,5 procent.